# Maria Majocchi
Maria Majocchi Plattis, coneguda també com a Jolanda o, menys conegut, com a Viola d'Alba i Margheritina di Cento (Cento, 23 d'abril de 1864 – Cento, 8 d'agost de 1917) fou una escriptora i periodista italiana.

## Biografia
Fou filla del músic i polític Antonio Majocchi i d'Agnoletti Lavinia, de qui va rebre un important bagatge literari i musical. Fou neta del filòleg Gaetano Majocchi, germana de l'escriptora Clementina Laura Majocchi, coneguda com a Bruna, i esposa del marquès Fernando Plattis, amb qui es va casar el 1884 i amb qui va tenir un fill, Giovan Battista, anomenat Gino. Va tocar música amb les seves germanes en companyia de la famosa violinista Amelia Sarti. El tenor Giuseppe Borgatti recordava que sovint s'aturava sota la finestra de casa seva per escoltar-les extasiat.
Va ser escriptora i periodista. El 1882 va escollir el pseudònim Jolanda, fent referència al nom d'un personatge de l'òpera Un joc d'escacs de Giuseppe Giacosa.
Va adquirir un excel·lent coneixement de la llengua francesa, tant que als 17 anys col·laborava com a traductora de relats breus amb la revista La Poupée modèle, a la qual estava subscrita.
Als 15 anys va debutar a la revista literària Cordelia participant al concurs Palestra delle giovinette amb el poema Il fior della ventura, publicat per la revista sota el pseudònim de Margheritina di Cento. Era un periòdic "per a noies joves" fundat el 1884 per Angelo De Gubernatis. Va editar la secció de correu i publicava ressenyes literàries amb el pseudònim de Viola d'Alba; va assumir-ne la direcció, després que la deixés Ida Baccini, des de 1911 fins a 1917 (any de la seva mort; després va ser dirigida per la seva germana Bruna). Va reunir els lectors amb l'Associació Cordelia pro-reclusi, creada per portar la lectura a les presons; l'associació va tenir èxit i va conduir al naixement de l'Associació Cordelia pro-ciechi, adreçada a les persones cegues, i promogué la revista escrita en braille.
Va col·laborar amb altres revistes diverses de l'època, entre les quals destaca Nuova Parola de Cervesato, Natura e arte, Fanfulla della domenica, Rassegana nazionale i Marzocco, de les quals va guanyar dos premis literaris. El 1898 fundà i dirigí Ressegna moderna di letteratura e arte, amb Luigi Federzoni, i el 1901 dirigí Vittoria Colonna. Periodico letterario scientifico per le donne italiane.
Va publicar moltes novel·les i col·leccions de narracions, publicades sobretot per l'editorial Cappelli. La seva novel·la més reeixida va ser Le tre marie, escrita el 1894, amb cent mil exemplars venuts i vint reimpressions. El 1906 la Societat Bibliografica Italiana va fer una enquesta que la va senyalar com l'escriptora més llegida de les biblioteques catòliques. El 1907 va publicar el llibre Eva regina. Va tenir un èxit considerable perquè a més dels temes habituals de la gestió de la llar hi tractava temes considerats escandalosos, com ara la menstruació, el sexe, el matrimoni, el part i el divorci.
Els temes recurrents de les seves obres han estat el rerefons de la denúncia social, amb alguns aspectes feministes. Va utilitzar tons moderats, intentant descobrir un punt de trobada amb els valors tradicionals; en particular va donar una gran importància a l'educació femenina, intentant posar-la en paral·lel amb la gestió de la casa, el creixement de la descendència i la religiositat.

## Obres

### Poesia
- Fiori Secchi, Cappelli Editori, 1894

### Contes
- Fiammelle, Castrocaro (Forlì), Ed. Barboni, 1898
- Le spose mistiche, Rocca S. Casciano, Stab. Tip. Licino Cappelli Edit., 1898
- Sulla via degli incanti, Milà, Ed. L. F. Cogliati, 1906
- Amor silenzioso: novelle, Rocca S. Casciano, Ed. L. Cappelli, 1908

### Novel·les
- Iride, Firenze, Ed. Succ. Le Monnier, 1893
- Le tre Marie, Rocca S. Casciano, Ed. L. Cappelli, 1894
- Il libro dei miraggi, Rocca San Casciano, Ed. Cappelli, 1894
- Nel paese delle chimere : poemetti e fantasie, Rocca S. Casciano, Ed. L. Cappelli, 1897
- La rivincita, Rocca San Casciano, Ed. Cappelli, 1899
- Sotto il paralume color di rosa, Florència: Ufficio della Rassegna Nazionale, 1900
- Fiori e sogni, Milà, Ed. Stab. Tip. Della Casa Edit. Ditta Giacomo Agnelli, 1901
- Alle soglie dell'eternità, Milà Palerm, Ed. Remo Sandron, 1902
- La maggiorana, Rocca S. Casciano, Ed. Licinio Cappelli Tip. Edit., 1903
- Suor Immacolata, Bolonya - Rocca San Casciano, Ed. L. Cappelli, 1904
- Le indimenticabili, Milà, Libr. Edit., Lombarda, 1905
- Dopo il sogno: Romanzo per signorine, Bologna, Ed. N. Zanichelli, 1906
- Le ultime vestali, Città di Castello, Scuola Tip. Cooperativa Ed., 1908
- Lettere a Lydia, Rocca San Casciano, Ed. Cappelli, 1908
- Il crisantemo rosa, Rocca San Casciano, Ed. Cappelli, 1908
- Accanto all'amore, Rocca S. Casciano, Ed. L. Cappelli, 1909
- Il Rosario d'ametiste: piccoli motivi poetici, Rocca S. Casciano, Ed. L. Cappelli, 1909
- Cor ultimum moriens, Rocca S. Casciano, Ed. L. Cappelli, 1911
- Prato fiorito, Rocca San Casciano, Ed. Cappelli, 1911
- La Perla, Rocca S. Casciano, Ed. L. Cappelli, 1917
- Pagine mistiche, publicada pòstumament a càrre d'Arturo Lancellotti, Bolonya, Ed. Cappelli, 1919

### Pròlegs
- Ombre di sogni: versi d'Angiolo Lanza, Piacenza, Stabilimento tipografico piacentino, 1898
- Piccole anime senza corpo di Ricciotto Canudo, Castrocaro, Stab. Tip. Amilcare Barboni Edit., 1898
- La reginetta de Gastone Cavalieri, Milà, Remo Sandron Edit., 1900
- Epistolario de Frédéric Chopin, traducció i notes de Gualtiero Petrucci, Rocca S. Casciano, Ed. Licinio Cappelli, 1907
- Visioni umbre d'Alberto Cappelletti, Città di Castello, Soc. tip. editrice cooperativa, 1910
- Tommasina Guidi nella vita e nell'arte, de Catina Rossi Tabellini, Rocca S. Casciano, Ed. L. Cappelli, 1912
- Fiori selvaggi d'Adele Albieri, Roma, Ed. G. U. Nalato, 1913
- Fiabe antiche de Zeffira Bianchi Milanesi, Massa Marittima, Ed. F. Fiorini e C., 1913
- Per amore! de Maria Dardi, Rocca S. Casciano, Ed. L. Cappelli, 1914
- Novelle italiche de Larissa Siotto Ferrari, Rocca S. Casciano, Ed. L. Cappelli, 1915
- Il batuffolo nero: pagine di Guerra de Lamberto Toschi-Vespasiani, Pavia, Ed. Tip. Succ. Bruni, 1916

### Escrits de diverses classes
- Le donne dei poemi di Wagner, Milano, Ed. Max Kantorowicz, 1893
- Per la Croce rossa: discorso, Bolonya, Ed. Soc. Tip. Azzoguidi, 1890
- Dal mio verziere: saggi critici, Rocca S. Casciano, Licinio Cappelli editore, 1896
- Le ignote, Bologna, Ditta Nicola Zanichelli Tip. Edit., 1899
- Il libro delle ore, Rocca San Casciano, Ed. Cappelli, 1901
- Il rosario d'ametiste, Rocca San Casciano, Ed. Cappelli, 1901
- Note d'arte e impressioni veneziane, Rocca S. Casciano, Licinio Cappelli Tip. Edit., 1903
- Miniature francescane, Rocca S. Casciano, Ed. L. Cappelli, 1907
- Eva regina: il libro delle signore. Consigli e norme di vita femminile contemporanea, Milà, Ed. A. De Mohr e C., 1907
- Donne che avete intelletto d'amore: conversazioni femminili, Rocca S. Casciano, Ed. L. Cappelli, 1909
- L'arte del ricamo: Discorso inaugurale della Esposizione-vendita di lavori femminili, tenuto in Ferrara il 12 Maggio 1912, Ferrara, Ed. Tip. Bresciani Succ., 1912
- Fiori del pensiero, Rocca San Casciano, Ed. Cappelli, 1912